# موریل اوره
موریل اوره (فرانسوی: Murielle Ahouré‎؛ زادهٔ ۲۳ اوت ۱۹۸۷) دونده دو سرعت اهل ساحل عاج است.
وی در مسابقات کشوری و بین‌المللی در مجموع برندهٔ ۳ مدال طلا، ۵ مدال نقره، ۱ مدال برنز شده‌است.